# تپه کچال ۲
تپه کچال ۲ مربوط به دوران‌های تاریخی پس از اسلام است و در شهرستان قزوین، روستای اولیا تپه کچال ۲ واقع شده و این اثر در تاریخ ۱۶ آبان ۱۳۷۹ با شمارهٔ ثبت ۲۸۵۸ به‌عنوان یکی از آثار ملی ایران به ثبت رسیده است.